# Fort Wayne Pistons 1951-1952
La stagione 1951-52 dei Fort Wayne Pistons fu la 3ª nella NBA per la franchigia.
I Fort Wayne Pistons arrivarono quarti nella Western Division con un record di 29-37. Nei play-off persero la semifinale di division con i Rochester Royals (2-0).

## Roster
| N° | Naz.                   | Ruolo | Sportivo      | Anno | Alt. | Peso |
| -- | ---------------------- | ----- | ------------- | ---- | ---- | ---- |
|    | Stati Uniti (bandiera) | G     | Zeke Sinicola | 1929 | 178  | 75   |
| 5  | Stati Uniti (bandiera) | G     | Ralph Johnson | 1921 | 180  | 77   |
| 6  | Stati Uniti (bandiera) | G     | Jake Fendley  | 1929 | 183  | 82   |
| 7  | Stati Uniti (bandiera) | G     | Frankie Brian | 1923 | 185  | 82   |
| 8  | Stati Uniti (bandiera) | A     | Fred Schaus   | 1925 | 196  | 93   |
| 11 | Stati Uniti (bandiera) | G     | Jack Kiley    | 1929 | 185  | 77   |
| 12 | Stati Uniti (bandiera) | A     | Art Burris    | 1924 | 196  | 100  |
| 12 | Stati Uniti (bandiera) | GA    | Dike Eddleman | 1922 | 191  | 86   |
| 14 | Stati Uniti (bandiera) | AC    | Bill Closs    | 1922 | 196  | 88   |
| 15 | Stati Uniti (bandiera) | AC    | Jack Kerris   | 1925 | 198  | 98   |
| 16 | Stati Uniti (bandiera) | AC    | Larry Foust   | 1928 | 206  | 98   |
| 17 | Stati Uniti (bandiera) | C     | Don Otten     | 1921 | 208  | 109  |
| 18 | Stati Uniti (bandiera) | C     | Chuck Share   | 1927 | 211  | 107  |

## Staff tecnico
- Allenatore: Paul Birch